# TV Azteca
TV Azteca, S.A.B. de C.V. er et mexicansk multimediekonglomerat ejet af Grupo Salinas. Det er det næststørste massemedievirksomhed i Mexico efter Televisa. Det konkurrerer primært med Televisa og Imagen Televisión samt nogle lokale operatører. Det ejer to nationale tv-netværk, Azteca Uno og Azteca 7, og driver to andre nationalt distribuerede tjenester, adn40 og a+. Alle disse tre netværk har sendere i de fleste større og mindre byer.
TV Azteca driver også Azteca Uno Internacional og når 13 lande i Central- og Sydamerika og en del af Azteca América-netværket i USA. Dets flagskibsprogram er nyhedsudsendelsen Hechos.